# Passo falso (film 1949)
Passo falso (Take One False Step) è un film del 1949, diretto da Chester Erskine.

## Trama
Un professore universitario rivede casualmente una sua vecchia fiamma. Pochi giorni dopo questa scompare e la polizia lo accusa del suo presunto omicidio. Al professore resta una sola scelta: trovare la donna e provare la sua innocenza prima che i poliziotti trovino lui.

## Produzione
Prodotto dalla Universal International Pictures (UI), venne girato dal 3 gennaio all'8 febbraio 1949; alcune scene furono girate a Beverly Hills e a San Francisco.
Durante la produzione, l'assistente di Erskine, Jack Hively, fu promosso da aiuto regista a produttore associato.

## Distribuzione
Distribuito dall'Universal Pictures, fu presentato in prima a Los Angeles il 3 giugno 1949 e quindi, il 22 giugno, a New York.